# Lê Duy Lương
Lê Duy Lương (黎維良, 1814 - 1833) là thủ lĩnh cuộc nổi dậy ở Sơn Âm - Thạch Bi (đều thuộc tỉnh Hòa Bình) dưới triều vua Minh Mạng trong lịch sử Việt Nam.

## Thân thế
Lê Duy Lương là con thứ hai của Lê Duy Hoán, cháu vua Lê Hiển Tông. Giữa năm 1802, để mua chuộc con cháu nhà Lê, vua Gia Long phong ông làm Diên Tự công. Tháng 5 năm Đinh Sửu (1817), ông Hoán và Nguyễn Văn Thuyên (con Tiền quân Nguyễn Văn Thành) đều bị xử chém giết về tội mưu phản.
Khi ấy, Lê Duy Lương mới lên 3 tuổi, được các thủ hạ cất giấu rồi được anh em họ Quách (Quách Tất Công, Quách Tất Tại, Quách Tất Tế,...) ở Sơn Âm nuôi nấng. Vừa lớn lên, Lê Duy Lương cùng anh em họ Quách kéo nhau vào ở Thạch Bi (nay thuộc tỉnh Hòa Bình) âm thầm khai khẩn ruộng, rèn vũ khí, vận động binh lính và nhân dân, chuẩn bị làm cuộc nổi dậy đánh đổ nhà Nguyễn, lập lại nhà Lê.

## Khởi binh chống nhà Nguyễn
Bài chính: Cuộc nổi dậy Lê Duy Lương
Trải qua một thời gian dài chuẩn bị, mở đầu là cuộc binh biến ở đồn Ninh Thiện (thuộc Nghệ An) vào tháng 2 năm Nhâm Thìn (1832). Khoảng thời gian ấy, ở phủ Trấn Ninh có hai viên chỉ huy là Trần Tứ và Đỗ Bảo cũng theo tờ thư của Lê Duy Lương, hô hào quân các đội giết chết Chánh đội Đỗ Trọng Thai và 8 người lính, đoạt khí giới, rồi theo đường núi Kỳ Sơn, Hội Nguyên mà đi ra Bắc. Dọc đường bị Tổng đốc An Tĩnh Tạ Quang Cự sai quân chặn bắt được và cả hai đều phải tội lăng trì.
Hai vụ khởi binh thiếu đồng bộ này, làm cho vua Minh Mạng khiến các địa phương là Thanh Hóa, Ninh Bình, Hà Nội, Sơn Tây phải "phòng triệt cho nghiêm".
Vì bị theo dõi nghiêm nhặt, nên mãi đến tháng 3 năm sau (năm Quý Tỵ, 1833), cuộc nổi dậy mới chính thức bùng nổ với trận đánh chiếm đồn Chi Nê (nay thuộc huyện Lạc Thủy, tỉnh Hòa Bình).
Nhờ Lê Duy Nhiên đi liên hệ từ trước nên cùng thời gian này, các lang đạo họ Đinh (Đinh Thế Giáp, Đinh Thế Đức, Đinh Công Trịnh,...) ở Thạch Bi (thuộc Hòa Bình) cùng Ba Nhàn-Tiền Bột ở Sơn Tây, mang khoảng 3000 quân đến hiệp lực, rồi chia nhau đi đánh phá các nơi. Sau đó, quân nổi dậy (đa phần là người Mường ở ba huyện là Lạc Hóa, Phụng Hóa, An Hóa cùng lưu dân nghèo đến từ vùng đồng bằng Bắc Bộ), đã chiếm giữ được ba châu huyện là Lạc Thổ, Phụng Hóa, Yên Hóa, và bao vây thành trấn Hưng Hóa.
Sách Quốc triều sử toát yếu chép:
Tháng 3 năm Quý Tỵ (1833), giặc trốn ở Ninh Bình là Lê Duy Lương cùng thổ ty xã Sơn Âm là anh em Quách Tất Công hiệp đảng khởi ngụy. Lương làm Minh chúa, tự xưng Đại Lê huyền tôn, tạo ấn ngụy, phong chức ngụy; đem dân thổ ba huyện là Lạc Thổ, Phụng Hóa, An Hóa làm quân, cùng những tù phạm trốn và dân đói ở các hạt gần đó theo nhiễu, quân nó đến vài ngàn; quan quân thường bị hại.
Việc tâu lên, vua Minh Mạng liền phái Tổng đốc An Tĩnh Tạ Quang Cự cùng Tham tán Hoàng Đăng Thận mang 2.000 biền binh, năm con voi đến Ninh Bình. Nhà vua lại cử thêm các tướng là: Hộ phủ Thanh Hóa Nguyễn Đăng Giai, Lãnh binh Hưng Hóa Phạm Văn Điển, Phó lãnh binh Nam Định Lương Văn Liễu, Thủy sư Hà Nội Nguyễn Văn Quyền; tức tốc mang quân thủy bộ do mình coi quản tới hội tiễu, rồi cùng tiến đánh giải vây và chiếm lại các nơi trên.  Trước lực lượng hùng mạnh này, quân nổi dậy chống giữ không nổi đành phải bỏ các nơi chiếm được, rút về Xích Thổ và Sơn Âm.
Để tận diệt, tháng 4 (âm lịch) năm 1833, vua Minh Mạng lại bổ Thống chế Nguyễn Văn Trọng lãnh chức Tổng trấn Thanh Hóa, Phó đô ngự sử Hà Duy Phiên sung làm Than tán quân vụ, dẫn thêm quân đến phối hợp, rồi chia ra làm nhiều mũi cùng kéo đến vây đánh Sơn Âm, nơi đặt đại bản doanh của quân nổi dậy. Trong đạo dụ của nhà vua có đoạn chỉ thị các tướng như sau: 
...Đánh thẳng vào sào huyện Sơn Âm...Đốt hết của ăn của để và bắt hết dân làng ấy, cho giặc mất chỗ nương tựa...Bè đảng tộc thuộc của thủ nghịch phải giết hết, không được để sót một mống nào. Vợ con, của cải người Sơn Âm, theo như dụ trước, đều tịch thu hết để làm của thưởng...
Trước hàng vạn quân triều cùng voi và đại bác, các căn cứ chính của quân nổi dậy lần lượt bị phá vỡ. Sau nhiều ngày giáp chiến ác liệt, đến khoảng tháng 6 (âm lịch) cùng năm (1833) thì Lê Duy Lương và Lê Duy Nhiên đều bị Tham tán Hoàng Đăng Thuận bắt sống.
Ngay sau đó, Lê Duy Lương và Lê Duy Nhiên đều bị đóng cũi đưa về Huế xử lăng trì.

## Sau khi bị giết chết
Mặc dù Lê Duy Lương không còn nữa, nhưng cuộc nổi dậy do ông làm "minh chủ" vẫn chưa chấm dứt. Khoảng ba năm sau (1836), các thủ lĩnh họ Quách, họ Đinh chạy thoát, lại suy tôn một người họ Lê khác tên là Lê Duy Hiển làm "minh chủ", chuyển địa bàn hoạt động sang vùng Quan Hóa, Cẩm Thủy, Lang Chánh (vùng thượng du Thanh Hóa). Vua Minh Mạng lại phải cử các tướng là Tạ Quang Cự, Phạm Văn Điển, Trương Đăng Quế đi đối phó. Đến giữa năm 1838, thì cuộc đấu tranh này mới thật sự chấm dứt.
Vì có chuyện Lê Duy Lương dấy binh, cho nên nhà vua truyền bắt dòng dõi nhà Lê đem đày vào ở Quảng Nam, Quảng Ngãi, Bình Định. Cứ chia cho 15 người ở một huyện và phát cho 10 quan tiền và 2 mẫu ruộng để làm ăn.
Mãi đến Tự Đức năm thứ hai (1849), nhờ lời tâu của Thái bảo Tạ Quang Cự và Đại học sĩ Võ Xuân Cẩn, nhà vua chấp thuận cho sửa sang đền miếu nhà Lê, cấp tự điền và cử người coi sóc các nơi ấy. Con cháu nhà Lê đều được tùy tiện chọn nơi yên ở.

## Nhận xét
Lê Duy Lương là "minh chủ" đã giương cao ngọn cờ "phù Lê", có xu thế phát triển sau khi Lê Duy Hoán bị giết. Đây là cuộc đấu tranh rộng lớn của nhân dân (chủ yếu là các tộc người miền núi), nhằm chống lại đường lối cai trị hà khắc của vua Minh Mạng, thói nhũng nhiễu của các quan lại địa phương, tái lập lại triều đại nhà Lê mà theo họ là tốt hơn.
Vua Minh Mạng nói: Ta cho giặc Vân là loại giặc nhỏ, không ví được như Lương. Cách so sánh của nhà vua không hẳn đã thỏa đáng, nhưng cũng chứng tỏ triều đình nhà Nguyễn đã nhìn thấy tầm quan trọng của cuộc nổi dậy này. Và đúng như vua Minh Mạng đã phát hiện, tuy trên danh nghĩa, cuộc nổi dậy do con cháu nhà Lê, nhưng về thực chất thì lại là của các lang đạo họ Quách (Quách Tất Công đứng đầu) và họ Đinh, vì địa vị và quyền lợi của họ không còn được như trước (tức dưới triều nhà Hậu Lê).

## Tưởng nhớ
Tên ông được đặt tên cho một con đường ở Đà Nẵng và một con đường ở Lào Cai.

## Sách tham khảo
- Quốc sử quán triều Nguyễn, Quốc triều sử toát yếu. Nhà xuất bản Văn Học, 2002.
- Quốc sử quán triều Nguyễn, Đại Nam chính biên liệt truyện. Nhà xuất bản Văn Học, 2004.
- Trần Trọng Kim, Việt Nam sử lược (quyển 2). Trung tâm Học Liệu xuất bản, Sài Gòn, 1971.
- Trương Hữu Quýnh-Phan Đại Doãn-Nguyễn Cảnh Minh, Đại cương lịch sử Việt Nam (tập 1). Nhà xuất bản giáo dục, 2007.
- Nguyễn Phan Quang, Việt Nam thế kỷ 19 (1802-1884). Nhà xuất bản Thành phố Hồ Chí Minh, 2002.